# Хилполт IV фон Щайн
Хилполт IV фон Щайн (на немски: Hildpold IV von Stein; † 20 август 1385) е благородник от род фон Щайн в Бавария, господар на Зефелд и Хилполтщайн.
Той е син на Хилполт III фон Щайн († 1379/1380) и първата му съпруга Маргарета фон Зефелд († 1371), дъщеря на Маркварт фон Зефелд († 1351) и Анна († 1322/1324). Баща му Хилполт III фон Щайн се жени втори път пр. 24 юни 1371 г. за Берта фон Рехберг († пр. 1398).
Хилполт IV фон Щайн Щайн умира на 20 август 1385 г. и е погребан в Хилполтщайн. С Хилполт IV родът фон Щайн измира по мъжка линия.

## Фамилия
Хилполт IV фон Щайн се жени пр. 13 март 1369 г. за Маргарета фон Геролдсек († 27 април 1418), дъщеря на Валтер VII фон Геролдсек († сл. 1379) и Маргарет фон Тюбинген († сл. 1385). Те нямат деца.